# Acadèmia Tahitiana
L'Acadèmia Tahitiana (o Fare Vāna'a en tahitià o Académie Tahitienne en francès) és la institució oficialment reconeguda que fixa i regula les normes de la llengua tahitiana a la Polinèsia francesa.
L'acadèmia es creà el 2 d'agost de 1972 per la iniciativa de John Martin i Martial Iorss, després que comencessin les gestions el 1965, en el si d'una línia per part d'algunes forces polítiques i socials de recuperació de la llengua i cultura tahitianes. El primer president de la institució fou Samuel Raapoto, que s'encarregà de la redacció i aprovació per part de l'acadèmia d'uns estatuts i d'un nom en tahitià. S'escollí Fare Vāna'a, que era el lloc on la gent gran instruïa la joventut a base de llegendes o genealogies dels capitosts.
Una de les primeres accions de Fare Vāna'a fou la de crear el 1976 una comissió encarregada de redactar una gramàtica del tahitià. Yves Lemaitre, Paul Prevost, Alexandre Holozet, Samuel Raapoto, Raymond Pietri, Roland Sue i John Martin formaren aquesta comissió. El 1986 sortí publicada la gramàtica. L'acompanyaren als anys successius uns cursos de tahitià (Ta'u puta reo Tahiti) per a l'educació primària i uns altres per a l'educació secundària (Hei pua ri'i). L'any 1999 sortí publicat un diccionari tahitià-francès. Actualment l'acadèmia treballa en un diccionari francès-tahitià.